# メル・パットン
メル・パットン （Melvin Emery "Mel" Patton、1924年11月16日 - 2014年5月9日）は、アメリカ合衆国の陸上競技選手。1948年ロンドンオリンピックの金メダリストである。カリフォルニア州ロサンゼルス出身。

## 経歴
パットンは、1947年から1949年まで全米大学選手権の100ヤードを3連覇。うち、1949年は220ヤードを制し短距離2冠を達成。1947年には100ヤードでは9秒4の世界記録を樹立。翌1948年には9秒3と世界記録を更新している。1949年には220ヤードの直線コースで、ジェシー・オーエンスの記録を破る20秒2の世界新記録を樹立している。
ところが、1948年のオリンピック選考会では、100mでバーニー・ユーウェルに敗れてしまい、オリンピックでも100mは5位という結果に終わってしまう。しかし、彼は200mと4×100mリレーで金メダルを獲得し本領を発揮した。